# Ethiopia International 2017
Die Ethiopia International 2017 im Badminton fanden vom 21. bis zum 24. September 2017 in Addis Abeba statt.

## Sieger und Platzierte
| Disziplin    | Gold                                                | Silber                                             | Bronze                                    |
| ------------ | --------------------------------------------------- | -------------------------------------------------- | ----------------------------------------- |
| Herreneinzel | Misha Zilberman                                     | Aditya Joshi                                       | Emre Lale                                 |
| Herreneinzel | Misha Zilberman                                     | Aditya Joshi                                       | Robert Mann                               |
| Dameneinzel  | Lekha Shehani                                       | Waduthantri Kavindika Binari De Silva              | Linda Mazri                               |
| Dameneinzel  | Lekha Shehani                                       | Waduthantri Kavindika Binari De Silva              | Aisha Nakiyemba                           |
| Herrendoppel | M. R. Arjun Shlok Ramchandran                       | Bahaedeen Ahmad Alshannik Mohd Naser Mansour Nayef | Adham Hatem Elgamal Mohamed Mostafa Kamel |
| Herrendoppel | M. R. Arjun Shlok Ramchandran                       | Bahaedeen Ahmad Alshannik Mohd Naser Mansour Nayef | Abdelrahman Abdelhakim Ahmed Salah        |
| Damendoppel  | Waduthantri Kavindika Binari De Silva Lekha Shehani | Halla Bouksani Linda Mazri                         | Elizaberth Chipeleme Ngandwe Miyambo      |
| Damendoppel  | Waduthantri Kavindika Binari De Silva Lekha Shehani | Halla Bouksani Linda Mazri                         | Evelyn Siamupangila Ogar Siamupangila     |
| Mixed        | Misha Zilberman Svetlana Zilberman                  | Sifeddine Larbaoui Linda Mazri                     | Juma Muwowo Ogar Siamupangila             |
| Mixed        | Misha Zilberman Svetlana Zilberman                  | Sifeddine Larbaoui Linda Mazri                     | Koki Yamada Mako Takahashi                |